# Cá chép nhớt
Cá chép nhớt, cá tinca hay cá hanh (danh pháp hai phần: Tinca tinca) là loài cá nước ngọt và nước lợ duy nhất của chi Tinca, trước đây là phân họ Tincinae hoặc thuộc phân họ Leuciscinae của họ Cá chép (Cyprinidae), nhưng gần đây được tách ra và nâng cấp thành họ Tincidae đơn chi đơn loài.
Loài cá này được tìm thấy tại đại lục Á Âu từ Tây Âu (bao gồm cả quần đảo Anh kéo dài về phía đông tới châu Á xa tới sông Obi và sông Enisei. Nó cũng được tìm thấy trong hồ Baikal. Thông thường nó sinh sống trong các môi trường nước tĩnh lặng hay chảy chậm với đáy đất sét hoặc bùn, cụ thể là các hồ và sông đồng bằng.

## Sinh thái học

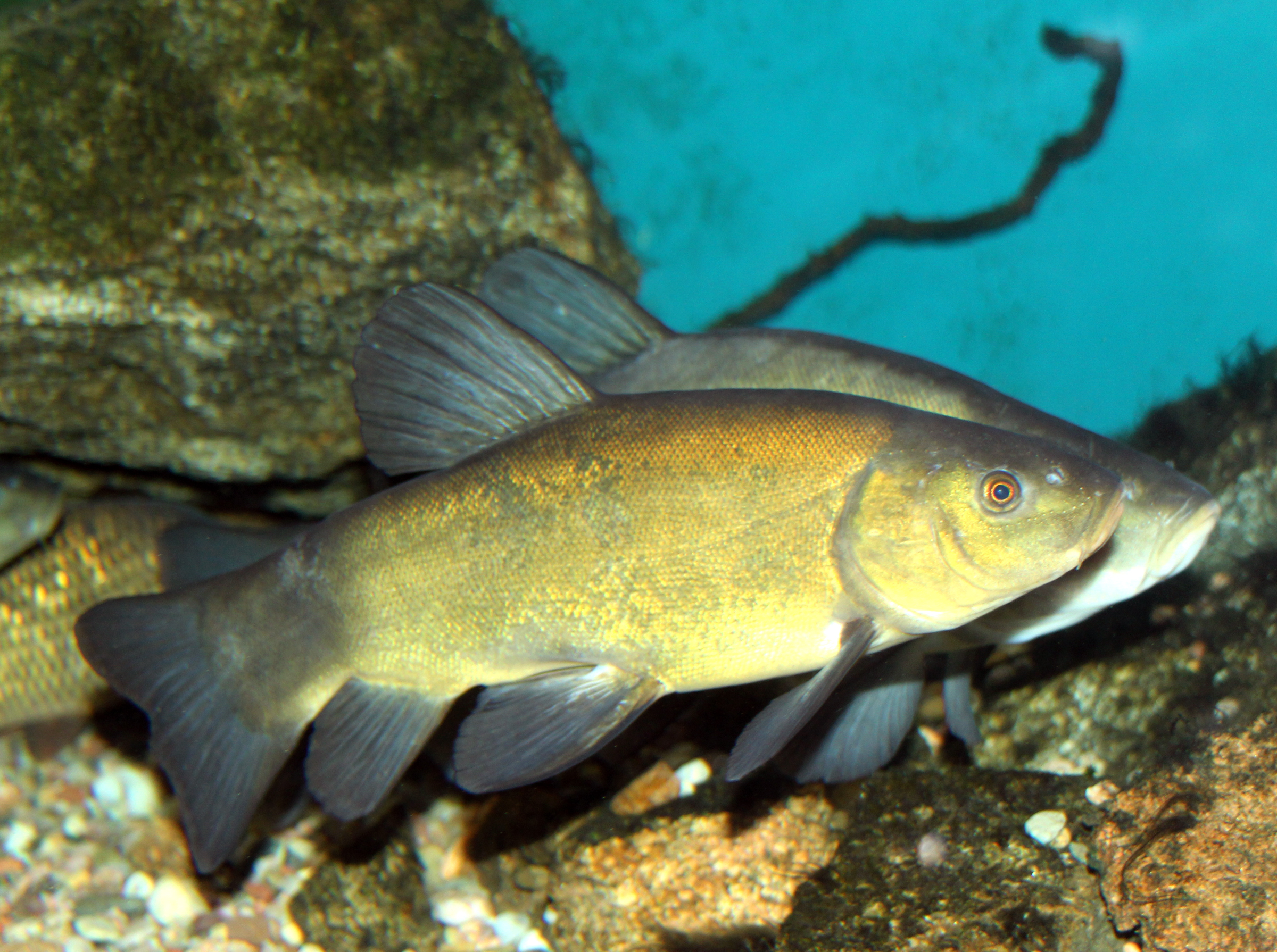
Tại triển lãm "Vltava dưới nước", Prague

Cá chép nhớt thường được tìm thấy trong các vùng nước tĩnh lặng với đáy đất sét hay bùn và thảm thực vật rậm rạp. Loài này hiếm thấy ở vùng nước trong với đáy là đá sỏi, và hoàn toàn không có tại các sông suối chảy nhanh. Nó chịu được nước có hàm lượng oxy thấp, thậm chí còn thấy tại các vùng nước mà cá chép cũng không sống nổi.
Cá chép nhớt chủ yếu kiếm ăn ban đêm với thức ăn là tảo và nhiều chủng loại động vật không xương sống tầng đáy mà nó có thể sục sạo kiếm được.
Sinh sản diễn ra tại vùng nước nông, thường trong đám thực vật thủy sinh nơi cá cái đẻ các trứng màu xanh lục dính nhớt. Việc đẻ trứng thường diễn ra vào mùa hè và mỗi cá cái có thể đẻ tới 300.000 trứng. Trứng phát triển nhanh và cá bột có thể đạt trọng lượng 0,11 kg (0,25 pao) trong năm đầu tiên.

## Hình thái học

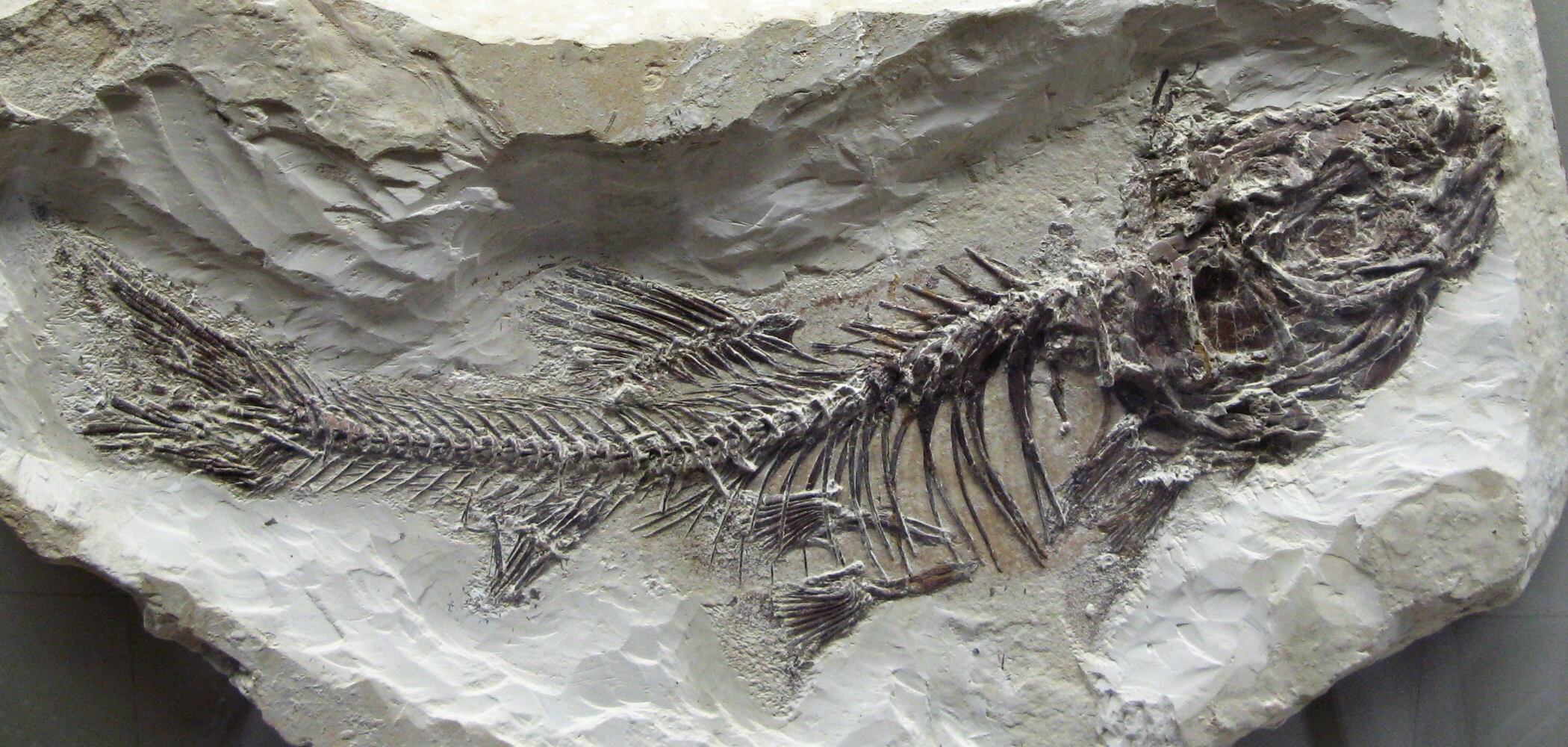
Hóa thạch cá chép nhớt

Cá chép nhớt có hình dáng mập mạp, tựa cá chép, màu lớp vảy là xanh lục ô liu, sẫm hơn ở phía trên và gần như vàng kim ở phía dưới. Vây đuôi có tiết diện gần như hình vuông. Các vây khác có hình dáng thuôn khác biệt. Miệng khá hẹp và ở các mép có sợi râu rất nhỏ. Kích thước tối đa 70 cm, mặc dù phần lớn các mẫu vật thường nhỏ hơn thế nhiều Hai mắt nhỏ và có màu đỏ cam. Dị hình giới tính yếu, chỉ hạn chế ở điểm là cá cái trưởng thành có tiết diện mặt bụng lồi hơn khi so sánh với cá đực. Cá đực có thể sở hữu một tia vây ngoài rất dày và dẹp ở các vây bụng.
Cá chép nhớt có vảy rất nhỏ, gắn sâu vào lớp da dày, làm cho nó trơn nhớt giống như cá chình hay lươn. Truyện dân gian một số nơi cho rằng chất nhờn này chữa trị bệnh tật cho bất kỳ con cá ốm yếu nào nếu cọ xát vào đó, và từ niềm tin này phát sinh tên gọi cá bác sĩ.

## Cá chép nhớt vàng
Một giống cá chép nhớt nhân tạo với tên gọi là cá chép nhớt vàng, được sử dụng làm cá cảnh phổ biến trong ao hồ. Giống cá này có màu sắc từ vàng kim nhạt tới đỏ, và một vài cá thể có thể có các đốm đen hay đỏ trên hông và vây. Mặc dù trông hơi giống như cá vàng, nhưng do cá chép nhớt vàng có vảy rất nhỏ nên màu vàng của nó tạo ra ấn tượng khá khác biệt.

## Kinh tế
Cá chép nhớt ăn được và được coi là có hương vị thơm ngon, phù hợp với các công thức chế biến món ăn sử dụng cá chép. Chúng cũng là mục tiêu quan trọng của những người câu cá nước ngọt và được sử dụng làm thức ăn cho các loài cá săn mồi như cá thái dương (Centrarchidae). Cá chép nhớt, cụ thể là cá chép nhớt vàng, cũng được nuôi làm cá cảnh trong ao hồ và ở quy mô ít hơn là trong các bể cá cảnh.